# Gemerská Hôrka
Gemerská Hôrka és un poble i municipi d'Eslovàquia. Es troba a la regió de Košice, a l'est del país.

## Història
La primera referència escrita de la vila data del 1413.

## Demografia
| Godina             | 1994 | 2004   | 2014   | 2024   |
| ------------------ | ---- | ------ | ------ | ------ |
| Nombre de persones | 1284 | 1334   | 1319   | 1266   |
| Diferència         |      | +3,89% | −1,12% | −4,01% |

| Godina             | 2023 | 2024   |
| ------------------ | ---- | ------ |
| Nombre de persones | 1272 | 1266   |
| Diferència         |      | −0,47% |